# Estación de Yverdon-les-Bains
La estación de Yverdon-les-Bains es la principal estación ferroviaria de la comuna suiza de Yverdon-les-Bains, en el cantón de Vaud.

## Historia y situación
La estación de Yverdon-les-Bains fue inaugurada en el año 1855 con la puesta en servicio del tramo Yverdon-les-Bains - Bussigny de la línea Olten - Lausana. En 1859 se prolongó la línea hacia el norte. En 1876 se inauguró la línea del Broye transversal Yverdon-les-Bains - Friburgo.
Se encuentra ubicada en el centro del núcleo urbano de Yverdon-les-Bains, cuenta con dos andenes, uno central y otro lateral, a los que acceden tres vías pasantes, a las que hay que añadir otras cinco vías pasantes, totalizando ocho vías pasantes y varias vías muertas. Existe además, una playa de vías para mercancías y unos talleres. 
En términos ferroviarios, la estación se sitúa en la línea Olten - Lausana, que prosigue hacia Ginebra y la frontera francosuiza, además de ser el origen de la línea del Broye transversal hacia Payerne y Friburgo. Sus dependencias ferroviarias colaterales son la estación de Grandson hacia Olten, la estación de Yverdon-Champ Pittet hacia Friburgo y la estación de Ependes en dirección Lausana.
También cuenta con una zona de la estación dedicada a la vía métrica porque de la estación parte el ferrocarril Yverdon-les-Bains - Sainte-Croix, inaugurado en el año 1893. Actualmente lo opera Travys (Transports Vallée de Joux, Yverdon-les-Bains, Sainte Croix).

## Servicios ferroviarios
Los servicios ferroviarios de esta estación están prestados por SBB-CFF-FFS y por Travys:

### Larga distancia
- ICN San Galo - Gossau - Wil - Winterthur - Zúrich-Aeropuerto - Zúrich - Aarau - Olten - Soleura - Biel/Bienne - Neuchâtel - Yverdon-les-Bains - Morges - Nyon - Ginebra-Cornavin - Ginebra-Aeropuerto. Servicios cada dos horas.
- ICN Ginebra-Aeropuerto - Ginebra-Cornavin - Nyon - Morges -/ Lausana - Yverdon-les-Bains - Neuchâtel - Biel/Bienne - Grenchen Nord - Moutier - Delémont - Laufen - Basilea-SBB. Un tren cada hora en el tramo común Yverdon-les-Bains - Basilea SBB. Un tren cada dos horas hacia Ginebra-Aeropuerto y Lausana.
- IR Lausana - Renens - Yverdon-les-Bains - Neuchâtel. Solo existen dos circulaciones por sentido de lunes a viernes, circulando sentido Lausana por la mañana y de regreso a Neuchâtel por la tarde.

### Regional
- R Yverdon-les-Bains - Payerne - Friburgo - Romont.
- R Yverdon-les-Bains - Neuchâtel. Circulan en las horas punta.
- R Yverdon-les-Bains - Sainte-Croix. Operado por Travys.

### RER Vaud
La estación forma parte de la red de trenes de cercanías RER Vaud, que se caracteriza por trenes de alta frecuencia que conectan las principales ciudades y comunas del cantón de Vaud. En ella inician su trayecto dos líneas de la red:
- S 1 Yverdon-les-Bains - Lausana - Vevey - Montreux - Villeneuve.
- S 11 Yverdon-les-Bains - Lausana.